# Бриссак-Кенсе
Брисса́к-Кенсе́, Бріссак-Кенсе (фр. Brissac-Quincé) — колишній муніципалітет у Франції, у регіоні Пеї-де-ла-Луар, департамент Мен і Луара. Населення — 2951 осіб (2011).
Муніципалітет був розташований на відстані близько 270 км на південний захід від Парижа, 85 км на схід від Нанта, 16 км на південний схід від Анже.

## Історія
15 грудня 2016 року Бриссак-Кенсе, Лез-Алле, Шарсе-Сент-Ельє-сюр-Обанс, Шемельє, Кутюр, Люїньє, Сен-Ремі-ла-Варенн, Сен-Сатюрнен-сюр-Луар, Сольже-л'Опіталь i Вошретьян було об'єднано в новий муніципалітет Бриссак-Луар-Обанс.

## Демографія
Динаміка населення (INSEE ):
Розподіл населення за віком та статтю (2006):
| Стать | Всього | До 15 років | 15-24 | 25-44 | 45-64 | 65-85 | Понад 85 |
| --- | ------ | ----------- | ----- | ----- | ----- | ----- | -------- |
| Чоловіки | 1201   | 256         | 154   | 372   | 308   | 87    | 24       |
| Жінки | 1357   | 292         | 134   | 363   | 335   | 173   | 60       |
| \| Статево-вікова піраміда \| Статево-вікова піраміда \| Статево-вікова піраміда \| \| ----------------------- \| ----------------------- \| ----------------------- \| \| Чоловіки \| Вік \| Жінки \| \| 24 \| 85 + \| 60 \| \| 24 \| 80-84 \| 47 \| \| 12 \| 75-79 \| 32 \| \| 12 \| 70-74 \| 39 \| \| 39 \| 65-69 \| 55 \| \| 75 \| 60-64 \| 55 \| \| 87 \| 55-59 \| 122 \| \| 55 \| 50-54 \| 75 \| \| 91 \| 45-49 \| 83 \| \| 83 \| 40-44 \| 91 \| \| 103 \| 35-39 \| 91 \| \| 95 \| 30-34 \| 106 \| \| 91 \| 25-29 \| 75 \| \| 95 \| 20-24 \| 51 \| \| 59 \| 15-20 \| 83 \| \| 79 \| 10-14 \| 83 \| \| 118 \| 5-9 \| 83 \| \| 59 \| 0-4 \| 126 \| |        |             |       |       |       |       |          |
| Статево-вікова піраміда |        |             |       |       |       |       |          |
| Чоловіки | Вік    | Жінки       |       |       |       |       |          |
| 24 | 85 +   | 60          |       |       |       |       |          |
| 24 | 80-84  | 47          |       |       |       |       |          |
| 12 | 75-79  | 32          |       |       |       |       |          |
| 12 | 70-74  | 39          |       |       |       |       |          |
| 39 | 65-69  | 55          |       |       |       |       |          |
| 75 | 60-64  | 55          |       |       |       |       |          |
| 87 | 55-59  | 122         |       |       |       |       |          |
| 55 | 50-54  | 75          |       |       |       |       |          |
| 91 | 45-49  | 83          |       |       |       |       |          |
| 83 | 40-44  | 91          |       |       |       |       |          |
| 103 | 35-39  | 91          |       |       |       |       |          |
| 95 | 30-34  | 106         |       |       |       |       |          |
| 91 | 25-29  | 75          |       |       |       |       |          |
| 95 | 20-24  | 51          |       |       |       |       |          |
| 59 | 15-20  | 83          |       |       |       |       |          |
| 79 | 10-14  | 83          |       |       |       |       |          |
| 118 | 5-9    | 83          |       |       |       |       |          |
| 59 | 0-4    | 126         |       |       |       |       |          |

## Економіка
2010 року серед 1841 особи працездатного віку (15—64 років) 1436 були активними, 405 — неактивними (показник активності 78,0%, у 1999 році було 76,3%). З 1436 активних мешканців працювало 1336 осіб (699 чоловіків та 637 жінок), безробітними було 100 (44 чоловіки та 56 жінок). Серед 405 неактивних 158 осіб було учнями чи студентами, 170 — пенсіонерами, 77 були неактивними з інших причин.

У 2010 році в муніципалітеті нараховувалося 1193 оподаткованих домогосподарства, у яких проживали 2966,0 особи, медіана доходів виносила 18 545 євро на одного особоспоживача

## Пам'ятки
На території муніципалітету розташований середньовічний замок Брисак.